# میکس و مسترینگ
 ساقه میکس و مسترینگ  (به انگلیسی: Mix & Mastering ، به‌معنای مونتاژ/ تزئین دادن) 
روشی برای اختلاط مواد صوتی بر اساس ایجاد گروه‌هایی از آهنگ‌های صوتی و پردازش جداگانه آنها قبل از ترکیب آنها در یک میکس نهایی است. ساقه ها همچنین گاهی اوقات به عنوان زیرمخلوط، زیر گروه یا اتوبوس روی میکسر نیز شناخته می شوند . در موسیقی مرحله بعد از تنظیم موسیقی یعنی چیدمان سازها توسط تنظیم کننده انجام میشود و در مرحله آخر متخصص میکس و مسترینگ انجام می دهد

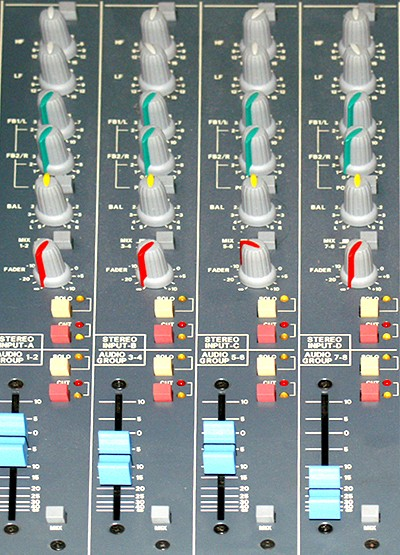
تصویر اتوبوس های زیرگروه (ساقه) روی یک کنسول میکس

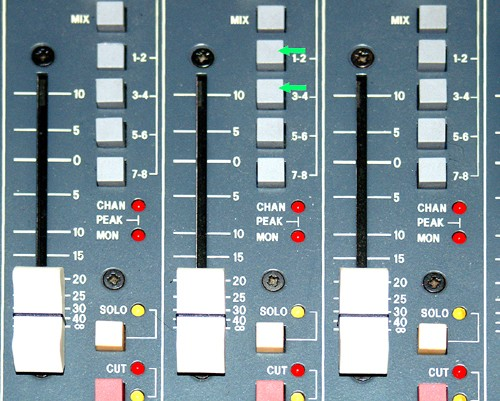
تصویری از ویژگی‌های تخصیص گروهی در کانال‌های ترکیبی جداگانه یک کنسول میکس. فلش های سبز دکمه های تخصیص گروه را نشان می دهد.

تمایز بین ساقه و جداسازی نسبتاً نامشخص است. برخی دستکاری ساقه را همانند جداسازی مسترینگ می‌دانند، اگرچه برخی دیگر ساقه‌ها را مخلوط‌های فرعی می‌دانند که در کنار جداسازی مسترینگ مورد استفاده قرار می‌گیرند. این بستگی به این دارد که چند کانال ورودی جداگانه برای میکس در دسترس باشد و/یا در کدام مرحله در مسیر کاهش آنها به یک میکس نهایی استریو هستند.این تکنیک در دهه 1960 آغاز شد ، با معرفی تخته‌های اختلاط مجهز به قابلیت اختصاص ورودی‌های فردی به فیدرهای زیرگروه و کار با هر زیرگروه (مخلوط ساقه) مستقل از سایرین. این رویکرد به طور گسترده در استودیوهای ضبط برای کنترل، پردازش و دستکاری کل گروه های ساز مانند درام، زه یا آواز پشتیبان به منظور ساده و آسان کردن فرآیند میکس استفاده می شود. علاوه بر این، از آنجایی که هر باس پایه معمولاً دارای درج‌ها، ارسال‌ها و برگرداندن خاص خود است، می‌توان stem-mix (sub-mix) را به‌طور مستقل از طریق زنجیره پردازش سیگنال خود هدایت کرد تا به یک اثر متفاوت برای هر گروه از ابزار دست یابد. روش مشابهی نیز برای ایستگاه‌های کاری صوتی دیجیتال (DAW) استفاده می‌شود ، که در آن گروه‌های جداگانه‌ای از آهنگ‌های صوتی ممکن است به صورت دیجیتالی پردازش و از طریق زنجیره‌های مجزا از پلاگین‌ها دستکاری شوند تکنیکی است که از اختلاط ساقه به دست می آید. همانطور که در اختلاط ساقه، تک تک آهنگ‌های صوتی با هم گروه‌بندی می‌شوند تا امکان کنترل مستقل و پردازش سیگنال هر ساقه را فراهم کنند و می‌توان آنها را مستقل از یکدیگر دستکاری کرد. اکثر مهندسان استاد از تولیدکنندگان موسیقی می‌خواهد که قبل از شروع فرآیند مسترینگ، حداقل -3db در هر آهنگ جداگانه داشته باشند. دلیل این امر این است که فضای بیشتری در میکس باقی بگذاریم تا نسخه مسترینگ صدایی تمیزتر و بلندتر داشته باشد . اگرچه معمولاً توسط استودیوهای مسترینگ انجام نمی شود، اما طرفداران خود را دارد.

## ساقه
ساقه
در تولید صوتی، یک ساقه مجموعه‌ای از منابع صوتی است که معمولاً توسط یک نفر با هم ترکیب می‌شوند تا به عنوان یک واحد در پایین‌دست مورد بررسی قرار گیرند. یک پایه تکی ممکن است به صورت مونو ، استریو یا در چند آهنگ برای صدای فراگیر ارائه شود.
در اختلاط صدا برای فیلم ، آماده سازی ساقه ها یک راهکار رایج برای تسهیل میکس نهایی است. دیالوگ، موسیقی و جلوه های صوتی به نام "DME" به عنوان پایه های جداگانه به ترکیب نهایی آورده شده است. با استفاده از میکس پایه، دیالوگ ها را می توان به راحتی با یک نسخه به زبان خارجی جایگزین کرد، افکت ها را می توان به راحتی با سیستم های مختلف مونو، استریو و فراگیر تطبیق داد، و موسیقی را می توان به تناسب پاسخ احساسی مورد نظر تغییر داد. اگر ساقه های موسیقی و افکت ها برای جایگزینی دیالوگ های خارجی به مرکز تولید دیگری ارسال شوند، این ساقه های غیر دیالوگ "M&E" نامیده می شوند. ساقه دیالوگ به خودی خود در هنگام ویرایش صحنه های مختلف برای ساخت تریلر فیلم استفاده می شود. پس از این، برخی از موسیقی ها و جلوه ها با هم ترکیب می شوند تا یک سکانس منسجم را تشکیل دهند.
در میکس موسیقی برای ضبط و برای صدای زنده ، ساقه‌ها زیرگروه‌هایی از منابع صوتی مشابه هستند. هنگامی که یک پروژه بزرگ از مخلوط کردن بیش از یک نفر استفاده می کند، ساقه ها می توانند کار مهندس اختلاط نهایی را تسهیل کنند. چنین ساقه‌هایی ممکن است شامل تمام سازهای زهی، یک ارکستر کامل، فقط آواز پس‌زمینه، فقط سازهای کوبه‌ای، یک ست درام یا هر گروه دیگری باشد که ممکن است کار ترکیب نهایی را آسان کند. ساقه های تهیه شده به این روش ممکن است بعداً با هم ترکیب شوند، مانند یک پروژه ضبط یا برای گوش دادن به مصرف کننده، یا ممکن است به طور همزمان، مانند اجرای صدای زنده با عناصر متعدد، مخلوط شوند. برای مثال، هنگامی که باربارا استرایسند در سال 2006 و 2007 تور برگزار کرد، گروه تولید صدا از سه نفر برای اجرای سه کنسول میکس استفاده کردند : یکی برای میکس تار، یکی برای مخلوط کردن برنج، نی و سازهای کوبه ای، و دیگری تحت کنترل مهندس اصلی بروس جکسون . در بین مخاطبان، حاوی ورودی های میکروفون استرایسند و نشات گرفته از دو کنسول دیگر است.ممکن است ساقه‌ها به یک نوازنده در استودیوی ضبط داده شود تا نوازنده بتواند ترکیب مانیتور هدفون را با تغییر سطوح دیگر سازها و آوازها نسبت به ورودی خود نوازنده تنظیم کند. ساقه ها همچنین ممکن است به مصرف کننده تحویل داده شوند تا بتوانند به یک قطعه موسیقی با ترکیبی سفارشی از عناصر جداگانه گوش دهند.

## مرحله تولید موسیقی
- مرحله اول در تولید موسیقی توسط آهنگساز انجام میشود
- مرحله دوم در تولید موسیقی بعد از آهنگساز به تنظیم کننده واگذار میشود

- مرحله سوم در تولید موسیقی بعد از تنظیم کننده به میکس و مسترینگ واگذار میشود